# Seznam současných britských princů a princezen
Toto je seznam žijících členů britské královské rodiny, kteří díky královskému původu nebo manželství mají v současné době titul britského prince nebo britské princezny. Existuje 18 žijících princů a princezen, kteří drží tento titul na základě jejich původu, a dalších 6 žen, které jsou princeznami na základě manželství.

## Rodem
| Místo v linii následnictví | Portrét | Jméno                                          | Věk | Královská linie    | Choť                                 |
| -------------------------- | ------- | ---------------------------------------------- | --- | ------------------ | ------------------------------------ |
| 1                          |         | William, princ z Walesu                        | 42  | Syn Karla III.     | Catherine Middletonová               |
| 2                          |         | Princ George z Walesu                          | 11  | Vnouče Karla III.  | —                                    |
| 3                          |         | Princezna Charlotte z Walesu                   | 9   | Vnouče Karla III.  | —                                    |
| 4                          |         | Princ Louis z Walesu                           | 6   | Vnouče Karla III.  | —                                    |
| 5                          |         | Princ Harry, vévoda ze Sussexu                 | 40  | Syn Karla III.     | Meghan Markleová                     |
| 6                          |         | Princ Archie ze Sussexu                        | 5   | Vnouče Karla III.  | —                                    |
| 7                          |         | Princezna Lilibet ze Sussexu                   | 3   | Vnouče Karla III.  | —                                    |
| 8                          |         | Princ Andrew, vévoda z Yorku                   | 65  | Syn Alžběty II.    | —                                    |
| 9                          |         | Princezna Beatrice, paní Edoardo Mapelli Mozzi | 36  | Vnučka Alžběty II. | Edoardo Mapelli Mozzi                |
| 11                         |         | Princezna Eugenie, paní Jack Brooksbank        | 34  | Vnučka Alžběty II. | Jack Brooksbank                      |
| 13                         |         | Princ Edward, vévoda z Edinburghu              | 60  | Syn Alžběty II.    | Sophie Rhysová-Jonesová              |
| 14                         |         | James Mountbatten-Windsor, hrabě z Wessexu     | 17  | Vnouče Alžběty II. | —                                    |
| 15                         |         | Lady Louise Mountbatten-Windsor                | 21  | Vnouče Alžběty II. | —                                    |
| 16                         |         | Anne, královská princezna                      | 74  | Dcera Alžběty II.  | Sir Timothy Laurence                 |
| 30                         |         | Princ Richard, vévoda z Gloucesteru            | 80  | Vnouče Jiřího V.   | Birgitte van Deurs Henriksenová      |
| 40                         |         | Princ Edward, vévoda z Kentu                   | 89  | Vnouče Jiřího V.   | Katharine Worsleyová                 |
| 51                         |         | Princ Michael z Kentu                          | 82  | Vnouče Jiřího V.   | Baronka Marie-Christine von Reibnitz |
| 56                         |         | Princezna Alexandra, ctihodná lady Ogilvy      | 88  | Vnouče Jiřího V.   | Sir Angus Ogilvy (zemřel 2004)       |

## Sňatkem
Manželka britského prince se stává britskou princeznou, ale nemůže tento titul používat před svým vlastním křestním jménem. Může používat titul princezna s křestním jménem svého manžela (např. princezna Michael z Kentu). Manželka prince z Walesu je titulována princeznou z Walesu (např. Catherine, princezna z Walesu). Muži se nemohou stát princi přes sňatek.
| Rok sňatku | Portrét | Jméno                             | Věk | Choť                                |
| ---------- | ------- | --------------------------------- | --- | ----------------------------------- |
| 1961       |         | Katharine, vévodkyně z Kentu      | 92  | Princ Edward, vévoda z Kentu        |
| 1972       |         | Birgitte, vévodkyně z Gloucesteru | 78  | Princ Richard, vévoda z Gloucesteru |
| 1978       |         | Princezna Michael z Kentu         | 80  | Princ Michael z Kentu               |
| 1999       |         | Sophie, vévodkyně z Edinburghu    | 60  | Princ Edward, vévoda z Edinburghu   |
| 2011       |         | Catherine, princezna z Walesu     | 43  | William, princ z Walesu             |
| 2018       |         | Meghan, vévodkyně ze Sussexu      | 43  | Princ Harry, vévoda ze Sussexu      |